# 蛛毛车前
蛛毛车前（学名：Plantago arachnoidea）为车前科车前属下的一个种。

## 扩展阅读
- 維基物種上的相關：蛛毛车前